# Bombardement du 19 août 2023 à Tchernihiv
Le bombardement du 19 août 2023 à Tchernihiv est une frappe aérienne menée par un missile balistique Iskander-M lancé par les forces armées russes sur le théâtre Taras Chevtchenko, au centre-ville de Tchernihiv, en Ukraine.

## Événements
Le théâtre accueille une exposition sur l'utilisation de drones grand public dans le contexte d'invasion russe de l'Ukraine, intitulée « Lyuti Ptashky », décrite par ses organisateurs comme « une réunion à huis clos d'ingénieurs, de militaires et de volontaires ». Le gouverneur de l'oblast de Tchernihiv, Vyacheslav Chaus (en), annonce la mort de sept personnes, dont une fillette de 6 ans. 144 autres sont blessées, dont 15 enfants et 15 policiers, dont 41 nécessitant des évacuations médicales d'urgence vers un hôpital,,.
Plus tôt dans la journée, le président russe Vladimir Poutine a rencontré ses principaux généraux à Rostov-sur-le-Don tandis que le président ukrainien Volodymyr Zelensky est en Suède pour discuter de l'importation du Saab JAS 39 Gripens en Ukraine. Dans un discours, Zelensky qualifie l'attaque d'« ignoble » et déclare : « Je suis sûr que nos soldats donneront une réponse à la Russie pour cette attaque terroriste », promettant une « réponse notable » dans les prochains jours.
Tchernihiv fut assiégée au début de l’invasion russe de l’Ukraine, jusqu’en avril 2022, mais fut relativement épargnée par la suite jusqu'à la frappe de missile. Le maire Oleksandr Lomako annonce trois jours de deuil dans la ville en mémoire des victimes. L'attaque a eu lieu pendant la fête orthodoxe de la Transfiguration du Seigneur, et certains habitants se rendaient dans la matinée aux services religieux de la ville. La coordinatrice humanitaire de l'ONU pour l'Ukraine, Denise Brown, condamne la Russie pour ses attaques contre des civils : « Je condamne cette série de frappes russes contre des zones peuplées d'Ukraine... Les attaques dirigées contre des civils ou des biens à caractère civil sont strictement interdites par le droit international humanitaire ».

## Galerie

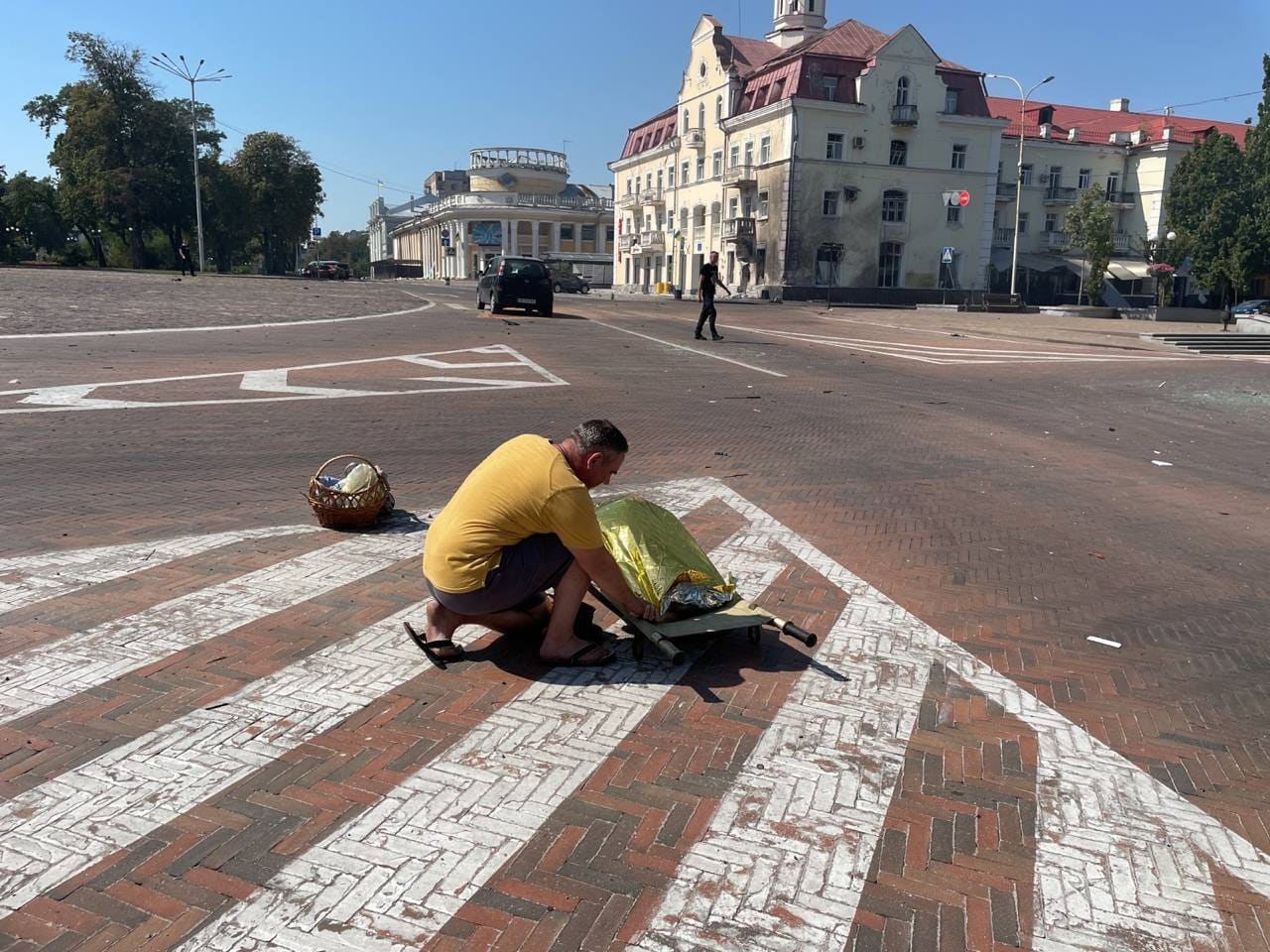
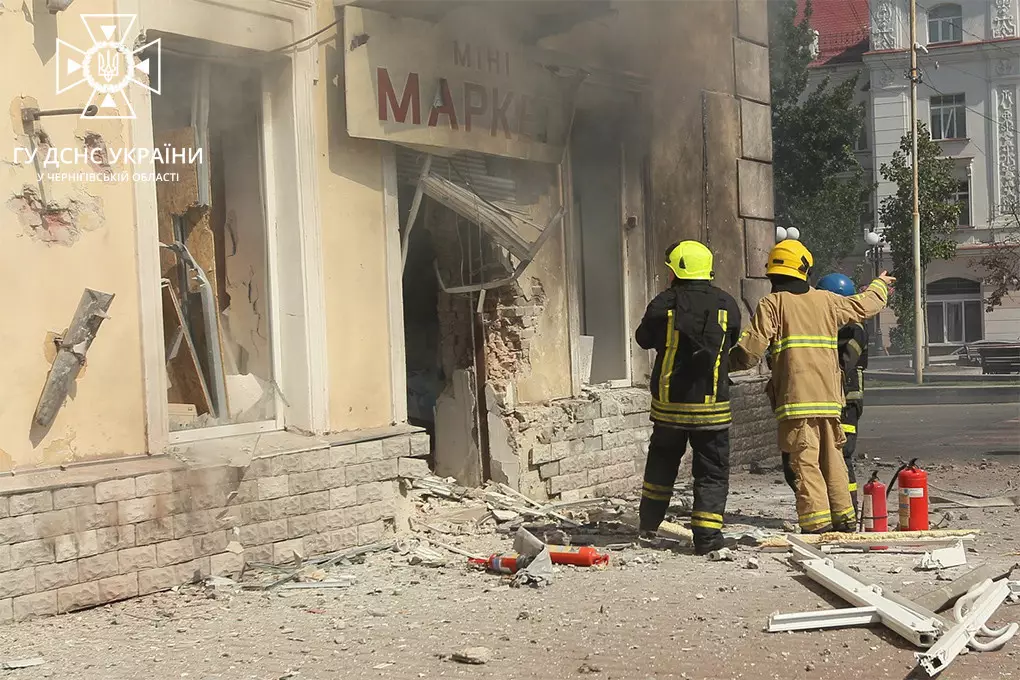
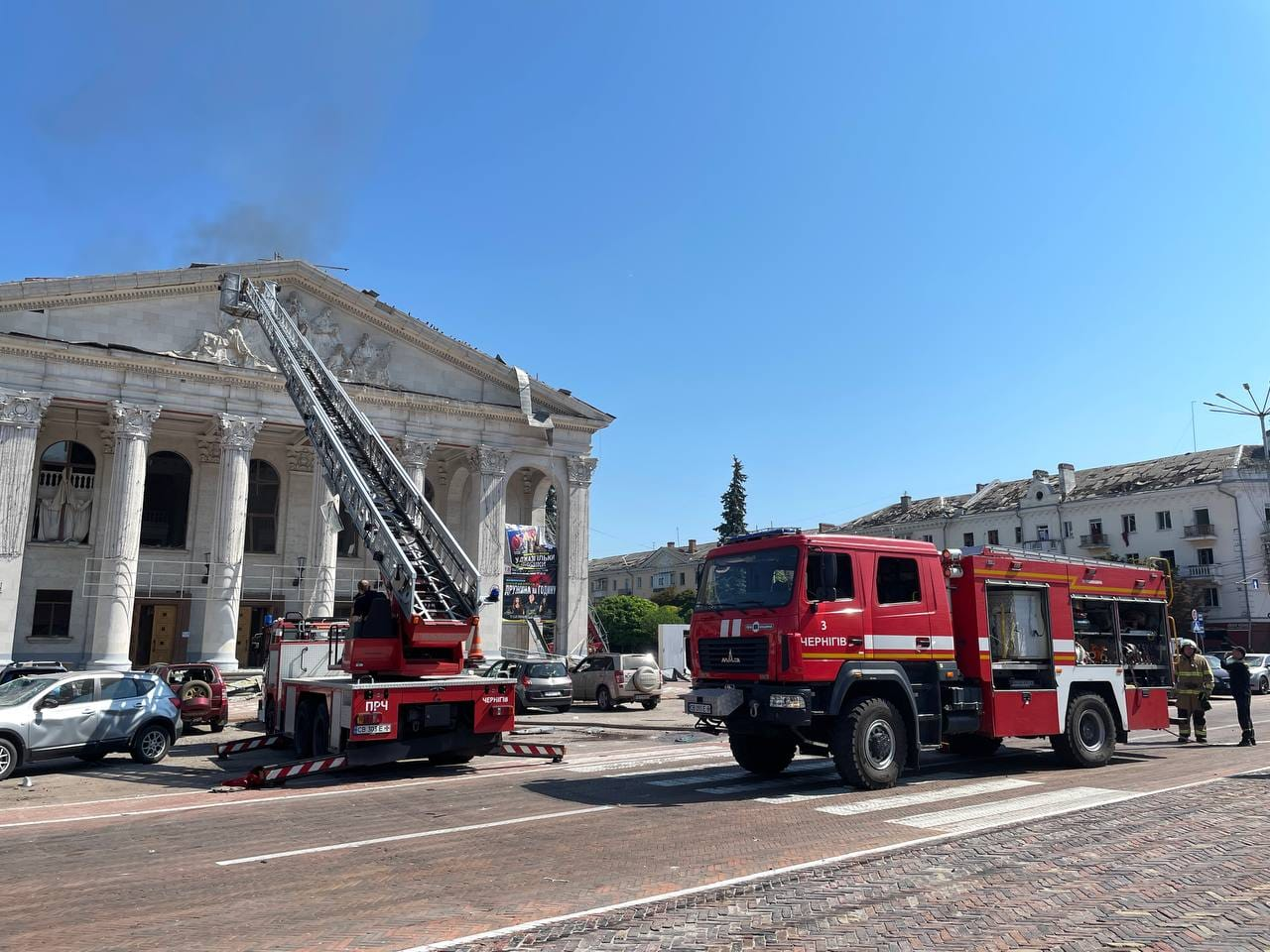
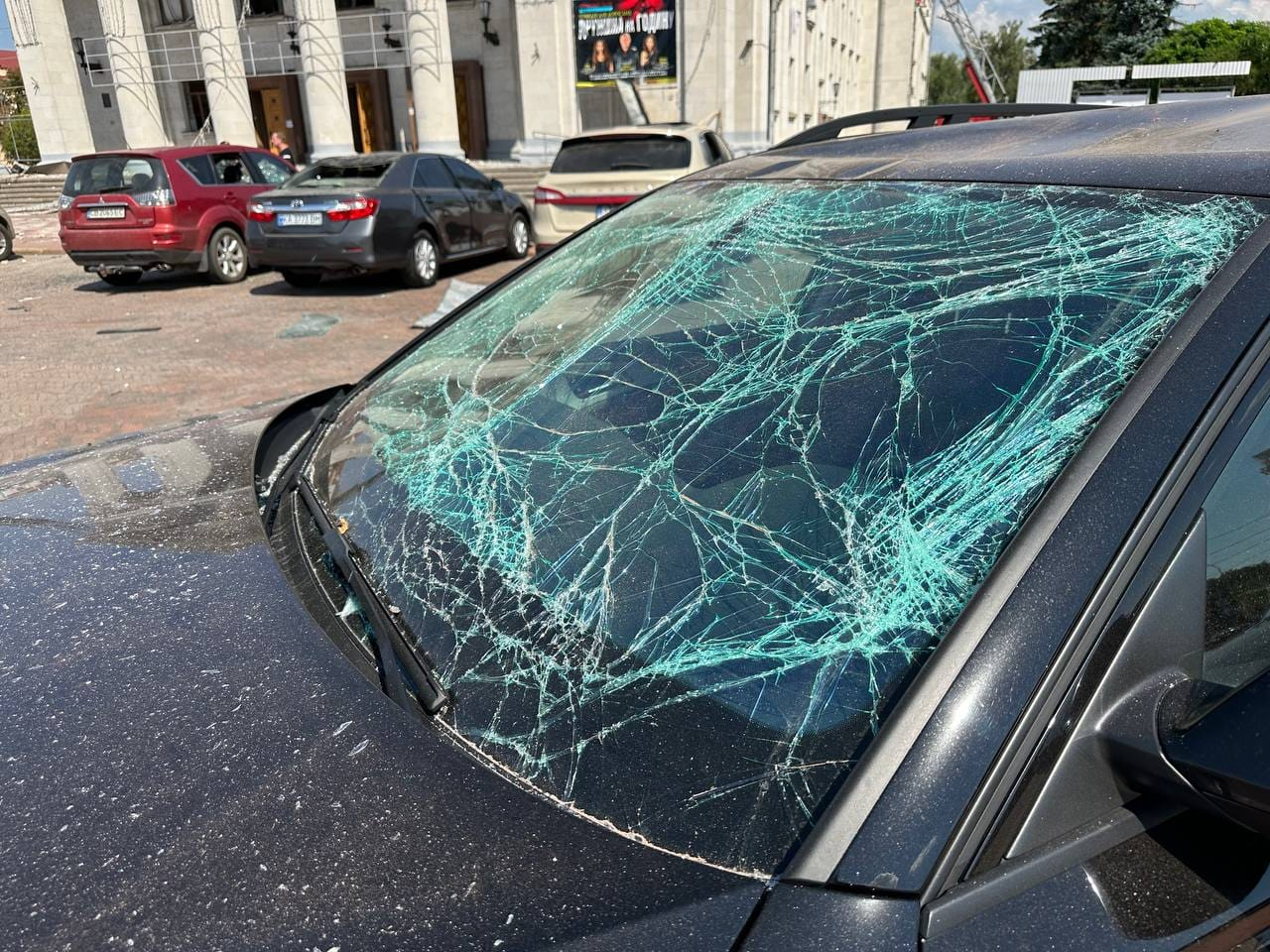